# 巴当
巴当（法語：Baden，法語發音：[badɛn]）是法国莫尔比昂省的一个市镇，属于瓦讷区。

## 地理
巴当（47°37'7"N, 2°55'13"W）面积23.53 平方千米，位于法国布列塔尼大區莫尔比昂省，该省份为法国西北部沿海省份，位于布列塔尼半岛南部，北起阿摩尔滨海省、西接菲尼斯泰尔省，南濒大西洋，东南接大西洋卢瓦尔省，东临伊勒-维莱讷省。
与巴当接壤的市镇（或旧市镇、城区）包括：拉莫尔巴当、勒博诺、普卢古默朗、普莱朗、阿拉东。

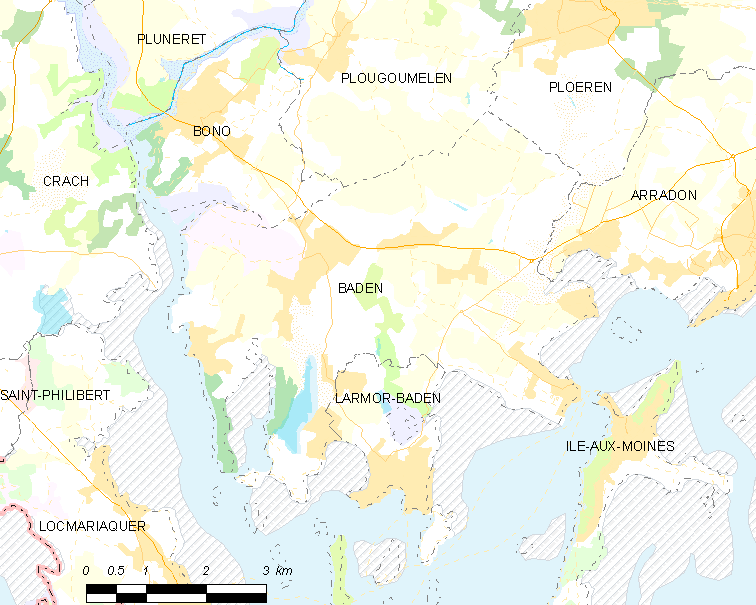
巴当的OSM定位图

巴当的时区为UTC+01:00、UTC+02:00（夏令时）。

## 行政
巴当的邮政编码为56870，INSEE市镇编码为56008。

## 政治
巴当所属的省级选区为瓦讷第二县。

## 人口

1962-2008年间巴当人口变化图示

巴当于2022年1月1日时的人口数量为4864人。